# Bus turístico de Puerto Alegre
Bus Turístico de Puerto Alegre es una línea de autobús urbana turística brasilera, de salida diaria de martes a domingo en Puerto Alegre.
Su salida principal está ubicada en el Mercado Público de Porto Alegre, pasando por 11 barrios de la zona sur. El recorrido es de 42 kilómetros y dura aproximadamente 1 hora y 40 minutos en total. Cuenta con dos itinerarios: uno que recorre el centro histórico y otro la zona Sur Playa de Ipanema. Las unidades tienen guías de audio con música regional y descripción de las locaciones en español e inglés.

## Paradas
El ómnibus cuenta con paradas y horarios fijos. Se puede subir y bajar cuantas veces se desee en modalidad de uno o dos días.
- 0.  Travessa do carmo 84, Ciudad Baixa.
- 1. Parque da Redencao, Av. Oswaldo Aranha, Farroupilha.
- 2. Parque Molinos de Viento, Calle 24 de Outubro, Molinos de Viento, Parcao.
- 3. Mercado Público de Porto Alegre, centro histórico de la ciudad.
- 4. Retorno a la Parada 0.

- 0. Usina del Gasómetro, Av. Pres. Joao Golulart 551, centro histórico.
- 1. Sport Club Internacional, Av. Padre Cacique 891, Praia de Belas.
- 2. Fundación Iberê Camargo, Av. Padre Cacique 2000, solo fines de semana.
- 3. Barra Shopping Sul, Av. Diário de Notícias 400, Cristal.
- 4. Retorno a la Parada 0.